# Anne Marie van Orléans

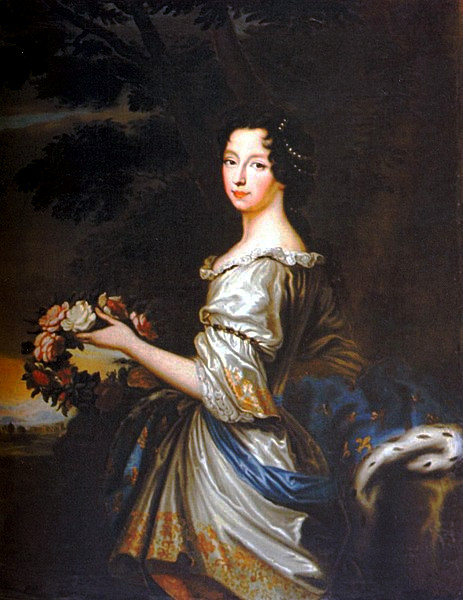
Anne Marie van Orléans, koningin van Sardinië en Sicilië

Anne Marie van Orléans (Kasteel van Saint-Cloud, 27 augustus 1669 — Villa della Regina, Turijn, 26 augustus 1728) was een dochter van Filips I van Orléans en Henriëtta Anne van Engeland. Haar grootvaders waren Lodewijk XIII van Frankrijk en Karel I van Engeland; haar grootmoeders waren Anna van Oostenrijk en Henriëtta Maria van Frankrijk.
Op 10 april 1684 trouwde ze in Versailles met Victor Amadeus van Savoye, hertog van Savoye en toekomstig koning van Sicilië (1713) en Sardinië (1720).
Uit het huwelijk kwamen negen kinderen voort:
1. Maria Adelheid van Savoye (6 december 1685 - 12 februari 1712), trouwde met Lodewijk van Bourgondië en werd moeder van Lodewijk XV van Frankrijk.
2. Maria Anna van Savoye (14 augustus 1687 - 5 augustus 1690), prinses van Savoye.
3. Maria Luisa van Savoye (17 september 1688 - 14 februari 1714), was de eerste vrouw van Filips V van Spanje en moeder van Lodewijk I en Ferdinand VI van Spanje.
4. Doodgeboren dochter (Turijn, 6 juni 1690).
5. Doodgeboren dochter (Turijn, 19 juli 1691).
6. Doodgeboren zoon (Turijn, 9 november 1697).
7. Victor Amadeus van Savoye (6 mei 1699 - 22 maart 1715), prins van Savoye.
8. Karel Emanuel (27 april 1701 - 20 februari 1773), volgde zijn vader op als koning van Sardinië.
9. Emanuel Filibert van Savoye (1 december 1705 - 19 december 1705), hertog van Chablais.

Anne Marie van Orléans was ook een belangrijk figuur in de Britse geschiedenis. 

## Kwartierstaat (voorouders)
| Filips III van Spanje (1578-1621) | Filips III van Spanje (1578-1621) | Filips III van Spanje (1578-1621) | Filips III van Spanje (1578-1621) | Filips III van Spanje (1578-1621) | Filips III van Spanje (1578-1621) |                                 |                                 | Margaretha van Oostenrijk (1584-1611) | Margaretha van Oostenrijk (1584-1611) | Margaretha van Oostenrijk (1584-1611) | Margaretha van Oostenrijk (1584-1611) | Margaretha van Oostenrijk (1584-1611) | Margaretha van Oostenrijk (1584-1611) |                                      |                                      | Hendrik IV van Frankrijk (1553-1610)    | Hendrik IV van Frankrijk (1553-1610)    | Hendrik IV van Frankrijk (1553-1610)    | Hendrik IV van Frankrijk (1553-1610)    | Hendrik IV van Frankrijk (1553-1610)    | Hendrik IV van Frankrijk (1553-1610)    |                                      |                                      | Maria de' Medici (1575-1642)              | Maria de' Medici (1575-1642)              | Maria de' Medici (1575-1642)              | Maria de' Medici (1575-1642)              | Maria de' Medici (1575-1642)              | Maria de' Medici (1575-1642)              |                                         |                                         | Jacobus I van Engeland (1566-1625)      | Jacobus I van Engeland (1566-1625)      | Jacobus I van Engeland (1566-1625)      | Jacobus I van Engeland (1566-1625)      | Jacobus I van Engeland (1566-1625) | Jacobus I van Engeland (1566-1625) |                                  |                                  | Anna van Denemarken (1574-1619)  | Anna van Denemarken (1574-1619)  | Anna van Denemarken (1574-1619) | Anna van Denemarken (1574-1619) | Anna van Denemarken (1574-1619) | Anna van Denemarken (1574-1619) |
| Filips III van Spanje (1578-1621) | Filips III van Spanje (1578-1621) | Filips III van Spanje (1578-1621) | Filips III van Spanje (1578-1621) | Filips III van Spanje (1578-1621) | Filips III van Spanje (1578-1621) |                                 |                                 | Margaretha van Oostenrijk (1584-1611) | Margaretha van Oostenrijk (1584-1611) | Margaretha van Oostenrijk (1584-1611) | Margaretha van Oostenrijk (1584-1611) | Margaretha van Oostenrijk (1584-1611) | Margaretha van Oostenrijk (1584-1611) |                                      |                                      | Hendrik IV van Frankrijk (1553-1610)    | Hendrik IV van Frankrijk (1553-1610)    | Hendrik IV van Frankrijk (1553-1610)    | Hendrik IV van Frankrijk (1553-1610)    | Hendrik IV van Frankrijk (1553-1610)    | Hendrik IV van Frankrijk (1553-1610)    |                                      |                                      | Maria de' Medici (1575-1642)              | Maria de' Medici (1575-1642)              | Maria de' Medici (1575-1642)              | Maria de' Medici (1575-1642)              | Maria de' Medici (1575-1642)              | Maria de' Medici (1575-1642)              |                                         |                                         | Jacobus I van Engeland (1566-1625)      | Jacobus I van Engeland (1566-1625)      | Jacobus I van Engeland (1566-1625)      | Jacobus I van Engeland (1566-1625)      | Jacobus I van Engeland (1566-1625) | Jacobus I van Engeland (1566-1625) |                                  |                                  | Anna van Denemarken (1574-1619)  | Anna van Denemarken (1574-1619)  | Anna van Denemarken (1574-1619) | Anna van Denemarken (1574-1619) | Anna van Denemarken (1574-1619) | Anna van Denemarken (1574-1619) |
|                                   |                                   |                                   |                                   |                                   |                                   |                                 |                                 |                                       |                                       |                                       |                                       |                                       |                                       |                                      |                                      |                                         |                                         |                                         |                                         |                                         |                                         |                                      |                                      |                                           |                                           |                                           |                                           |                                           |                                           |                                         |                                         |                                         |                                         |                                         |                                         |                                    |                                    |                                  |                                  |                                  |                                  |                                 |                                 |                                 |                                 |
|                                   |                                   |                                   |                                   |                                   |                                   |                                 |                                 |                                       |                                       |                                       |                                       |                                       |                                       |                                      |                                      |                                         |                                         |                                         |                                         |                                         |                                         |                                      |                                      |                                           |                                           |                                           |                                           |                                           |                                           |                                         |                                         |                                         |                                         |                                         |                                         |                                    |                                    |                                  |                                  |                                  |                                  |                                 |                                 |                                 |                                 |
|                                   |                                   |                                   |                                   | Anna van Oostenrijk (1601-1666)   | Anna van Oostenrijk (1601-1666)   | Anna van Oostenrijk (1601-1666) | Anna van Oostenrijk (1601-1666) | Anna van Oostenrijk (1601-1666)       | Anna van Oostenrijk (1601-1666)       |                                       |                                       |                                       |                                       |                                      |                                      | Lodewijk XIII van Frankrijk (1601-1643) | Lodewijk XIII van Frankrijk (1601-1643) | Lodewijk XIII van Frankrijk (1601-1643) | Lodewijk XIII van Frankrijk (1601-1643) | Lodewijk XIII van Frankrijk (1601-1643) | Lodewijk XIII van Frankrijk (1601-1643) |                                      |                                      | Henriëtta Maria van Frankrijk (1609-1669) | Henriëtta Maria van Frankrijk (1609-1669) | Henriëtta Maria van Frankrijk (1609-1669) | Henriëtta Maria van Frankrijk (1609-1669) | Henriëtta Maria van Frankrijk (1609-1669) | Henriëtta Maria van Frankrijk (1609-1669) |                                         |                                         |                                         |                                         |                                         |                                         | Karel I van Engeland (1600-1649)   | Karel I van Engeland (1600-1649)   | Karel I van Engeland (1600-1649) | Karel I van Engeland (1600-1649) | Karel I van Engeland (1600-1649) | Karel I van Engeland (1600-1649) |                                 |                                 |                                 |                                 |
|                                   |                                   |                                   |                                   | Anna van Oostenrijk (1601-1666)   | Anna van Oostenrijk (1601-1666)   | Anna van Oostenrijk (1601-1666) | Anna van Oostenrijk (1601-1666) | Anna van Oostenrijk (1601-1666)       | Anna van Oostenrijk (1601-1666)       |                                       |                                       |                                       |                                       |                                      |                                      | Lodewijk XIII van Frankrijk (1601-1643) | Lodewijk XIII van Frankrijk (1601-1643) | Lodewijk XIII van Frankrijk (1601-1643) | Lodewijk XIII van Frankrijk (1601-1643) | Lodewijk XIII van Frankrijk (1601-1643) | Lodewijk XIII van Frankrijk (1601-1643) |                                      |                                      | Henriëtta Maria van Frankrijk (1609-1669) | Henriëtta Maria van Frankrijk (1609-1669) | Henriëtta Maria van Frankrijk (1609-1669) | Henriëtta Maria van Frankrijk (1609-1669) | Henriëtta Maria van Frankrijk (1609-1669) | Henriëtta Maria van Frankrijk (1609-1669) |                                         |                                         |                                         |                                         |                                         |                                         | Karel I van Engeland (1600-1649)   | Karel I van Engeland (1600-1649)   | Karel I van Engeland (1600-1649) | Karel I van Engeland (1600-1649) | Karel I van Engeland (1600-1649) | Karel I van Engeland (1600-1649) |                                 |                                 |                                 |                                 |
|                                   |                                   |                                   |                                   |                                   |                                   |                                 |                                 |                                       |                                       | Filips van Orléans (1640-1701)        | Filips van Orléans (1640-1701)        | Filips van Orléans (1640-1701)        | Filips van Orléans (1640-1701)        | Filips van Orléans (1640-1701)       | Filips van Orléans (1640-1701)       |                                         |                                         |                                         |                                         |                                         |                                         |                                      |                                      |                                           |                                           |                                           |                                           |                                           |                                           | Henriëtta Anne van Engeland (1644-1670) | Henriëtta Anne van Engeland (1644-1670) | Henriëtta Anne van Engeland (1644-1670) | Henriëtta Anne van Engeland (1644-1670) | Henriëtta Anne van Engeland (1644-1670) | Henriëtta Anne van Engeland (1644-1670) |                                    |                                    |                                  |                                  |                                  |                                  |                                 |                                 |                                 |                                 |
|                                   |                                   |                                   |                                   |                                   |                                   |                                 |                                 |                                       |                                       | Filips van Orléans (1640-1701)        | Filips van Orléans (1640-1701)        | Filips van Orléans (1640-1701)        | Filips van Orléans (1640-1701)        | Filips van Orléans (1640-1701)       | Filips van Orléans (1640-1701)       |                                         |                                         |                                         |                                         |                                         |                                         |                                      |                                      |                                           |                                           |                                           |                                           |                                           |                                           | Henriëtta Anne van Engeland (1644-1670) | Henriëtta Anne van Engeland (1644-1670) | Henriëtta Anne van Engeland (1644-1670) | Henriëtta Anne van Engeland (1644-1670) | Henriëtta Anne van Engeland (1644-1670) | Henriëtta Anne van Engeland (1644-1670) |                                    |                                    |                                  |                                  |                                  |                                  |                                 |                                 |                                 |                                 |
|                                   |                                   |                                   |                                   |                                   |                                   |                                 |                                 |                                       |                                       |                                       |                                       |                                       |                                       |                                      |                                      |                                         |                                         |                                         |                                         |                                         |                                         |                                      |                                      |                                           |                                           |                                           |                                           |                                           |                                           |                                         |                                         |                                         |                                         |                                         |                                         |                                    |                                    |                                  |                                  |                                  |                                  |                                 |                                 |                                 |                                 |
|                                   |                                   |                                   |                                   |                                   |                                   |                                 |                                 |                                       |                                       |                                       |                                       |                                       |                                       |                                      |                                      |                                         |                                         |                                         |                                         |                                         |                                         |                                      |                                      |                                           |                                           |                                           |                                           |                                           |                                           |                                         |                                         |                                         |                                         |                                         |                                         |                                    |                                    |                                  |                                  |                                  |                                  |                                 |                                 |                                 |                                 |
|                                   |                                   |                                   |                                   |                                   |                                   |                                 |                                 |                                       |                                       |                                       |                                       | Marie Louise van Orléans (1662-1689)  | Marie Louise van Orléans (1662-1689)  | Marie Louise van Orléans (1662-1689) | Marie Louise van Orléans (1662-1689) | Marie Louise van Orléans (1662-1689)    | Marie Louise van Orléans (1662-1689)    |                                         |                                         | Filips Karel van Orléans (1664-1666)    | Filips Karel van Orléans (1664-1666)    | Filips Karel van Orléans (1664-1666) | Filips Karel van Orléans (1664-1666) | Filips Karel van Orléans (1664-1666)      | Filips Karel van Orléans (1664-1666)      |                                           |                                           | Anne Marie van Orléans (1669-1728)        | Anne Marie van Orléans (1669-1728)        | Anne Marie van Orléans (1669-1728)      | Anne Marie van Orléans (1669-1728)      | Anne Marie van Orléans (1669-1728)      | Anne Marie van Orléans (1669-1728)      |                                         |                                         |                                    |                                    |                                  |                                  |                                  |                                  |                                 |                                 |                                 |                                 |